# Ely Galleani

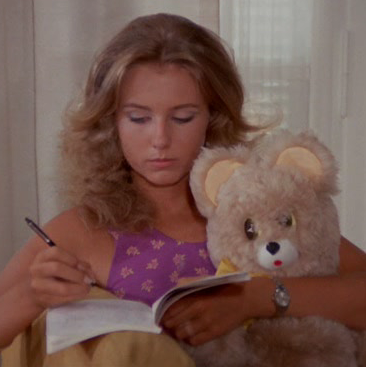
Ely Galleani într-o scenă din filmul În numele poporului italian (1971)

Ely Galleani pe numele complet Federica Eleonora Maria Luigi de Galleani (n. 24 aprilie 1953, Alassio, Liguria, Italia) este o actriță italiană de film și de televiziune. Printre cele mai cunoscute filme ale sale se numără Cinci păpuși pentru luna august (1970), În numele poporului italian (1971), Poliția acuză, legea achită (1973) și Mark polițistul la Genova (1975). 

## Biografie
Fiica unui conte și a unei poloneze cu rădăcini lituaniene și-a făcut debutul la vârsta de 17 ani în filmul lui Duccio Tessari Quella piccola differenza. A urmat un liceu clasic și a jucat roluri din ce în ce mai mari sub numele ei de scenă de-a lungul timpului, inițial în câteva filme mai solicitante, dar rapid, până la pensionarea ei în 1978, preponderent tinere senzuale în filme comerciale care înclinau adesea spre erotism.
Este sora vitregă a lui Halina Zalewska și a fost căsătorită cu regizorul Carlo Vanzina.
De asemenea, a fost creditată sub pseudonimele Ely de Galleani, Elly De Galeani, Edy Gall și Justine Gall.

## Filmografie selectivă
- 1969 Quella piccola differenza, regia Duccio Tessari
- 1970 Cinci păpuși pentru luna august (5 bambole per la luna d'agosto), regia Mario Bava
- 1971 Una lucertola con la pelle di donna, regia Lucio Fulci
- 1971 Il prete sposato, regia Marco Vicario
- 1971 Scandal la Roma (Roma bene), regia Carlo Lizzani
- 1971 În numele poporului italian (In nome del popolo italiano), regia Dino Risi
- 1972 Jus primae noctis, regia Pasquale Festa Campanile
- 1973 Poliția acuză, legea achită (La polizia incrimina, la legge assolve), regia Enzo G. Castellari
- 1973 Senza ragione, regia Silvio Narizzano
- 1973 Baba Yaga, regia Corrado Farina
- 1973 Sedici anni, regia Tiziano Longo
- 1973 Sono stato io!, regia Alberto Lattuada
- 1974 Il sorriso del grande tentatore, regia Damiano Damiani
- 1974 La prova d'amore, regia Tiziano Longo
- 1975 Mark polițistul la Genova (Mark il poliziotto spara per primo), regia Stelvio Massi
- 1976 La dottoressa sotto il lenzuolo, regia Gianni Martucci
- 1976 ...E la notte si tinse di sangue (Die Hinrichtung), regia Denis Héroux
- 1976 Emanuelle nera - Orient Reportage, regia Joe D'Amato
- 1976 Il genio (Le grand escogriffe), regia Claude Pinoteau
- 1976 Una donna chiamata Apache, regia Mario Gariazzo
- 1977 Operazione Kappa: sparate a vista, regia Luigi Petrini
- 1977 Casotto, regia Sergio Citti (nemenționată)
- 1978 Nero veneziano, regia Ugo Liberatore
- 1978 La via della prostituzione, regia Joe D'Amato
- 1978 I grossi bestioni, regia Jean-Marie Pallardy
- 1978 Cugine mie, regia Marcello Avallone
- 1983 Le déchaînement pervers de Manuela, regia Joe D'Amato